# Creed III: Tay đấm huyền thoại
Creed III: Tay đấm huyền thoại (tên tiếng Anh: Creed III) là bộ phim chính kịch thể thao của Hoa Kỳ ra mắt năm 2023 và được đạo diễn bởi Michael B. Jordan kiêm diễn viên chính (đây cũng là bộ phim đạo diễn đầu tay của anh) với kịch bản từ Keenan Coolger và Zach Baylin. Bộ phim đồng thời vừa là phần hậu truyện của Creed II (2018) vừa là phần phim thứ chín thuộc loạt phim Rocky. Phim còn có sự tham gia của Tessa Thompson, Jonathan Majors, Wood Harris, Florian Munteanu và Phylicia Rashad. Đây cũng là phần phim đầu tiên sẽ không có sự xuất hiện của nam tài từ Sylvester Stallone trong vai Rocky Balboa, tuy nhiên ông vẫn sẽ tham gia phim với vai trò nhà sản xuất.
Creed III: Tay đấm huyền thoại sẽ có buổi ra mắt toàn cầu tại Thành phố México vào ngày 9 tháng 2, 2023 và được phát hành tại Hoa Kỳ bởi United Artists Releasing và Warners Bros. Pictures trên thị trường quốc tế vào ngày 3 tháng 3, 2023.

## Tiên đề
Sau những sự kiện của Creed II (2018), Adonis "Donnie" Creed (do Michael B. Jordan thủ vai) đang ở đỉnh cao của thời kỳ phong độ trong sự nghiệp quyền anh cũng như cuộc sống gia đình của anh. Nhưng tất cả đã thay đổi khi một người bạn thời thơ ấu và cũng là một cựu thần đồng quyền anh, Damian "Dame" Anderson (do Jonathan Majors thủ vai), tái xuất sau thời gian dài thụ án tù, anh ta háo hức để khẳng định bản thân xứng đáng được xuất hiện trên võ đài. Và một cuộc đối đầu kịch liệt hơn là một cuộc thi đấu giữa những người bạn cũ đã xảy ra. Để dàn xếp tỷ số, Donnie đã phải đặt tương lai của mình lên hàng đầu để chiến đấu với Dame – một võ si không còn gì để mất.

## Diễn viên
- Michael B. Jordan thủ vai Adonis "Donnie" Creed
  - Alex Henderson thủ vai Adonis "Donnie" Johnson lúc nhỏ
- Tessa Thompson thủ vai Bianca Taylor
- Jonathan Majors thủ vai Damian "Dame" Anderson
  - Spence Moore II thủ vai Damian "Dame" Anderson lúc nhỏ
- Wood Harris thủ vai Tony "Little Duke" Evers
- Florian Munteanu thủ vai Viktor Drago
- Phylicia Rashad thủ vai Mary Anne Creed

Ngoài ra, phim còn có sự trở lại của Tony Bellew trong vai diễn "Pretty" Ricky Conlan từ phần phim đầu tiên. Selenis Leyva, Thaddeus J. Mixson, Mila Davis-Kent và Canelo Álvarez cũng đều được xác nhận sẽ tham gia phim trong các vai diễn chưa được tiết lộ.

## Sản xuất

### Phát triển
Vào tháng 12 năm 2018, trước sự gợi ý về việc Deontary Wilder có thể thủ vai con của Clubber Lang trong phần hậu truyện đầy tiềm năng của Creed II (2018), cả Sylvester Stallone và Michael B. Jordan đều bày tỏ sự quan tâm đến việc một nhân vật như vậy xuất hiện trong câu chuyện của phần tiếp theo. Tháng 9, 2019, Jordan đã xác nhận về việc dự án Creed III đã chính thức được bật đèn xanh phát triển.

### Tiền kỳ
Tháng 2 năm 2020, Zach Baylin được thông báo sẽ đảm nhận vị trí kịch bản của phim và Jordan sẽ tiếp tục trở lại với vai diễn Adonis Creed của anh. Vào tháng 10 cùng năm, đã có báo cáo về việc bên cạnh việc trở lại với vai diễn Adonis Creed của mình, Jordan cũng sẽ là người ngồi vào chiếc ghế đạo diễn của phim và đây cũng là phim đạo diễn đầu tay của anh. Các nhà sản xuất của phim đã bày tỏ sự thích thú trước việc Jordan sẽ là đạo diễn của phim và Irwin Winkler đã nói rằng bản thân anh đã đích thân đề nghị vị trí này cho nam diễn viên. Vào tháng 4, 2021, Stallone đã thông báo về việc ông sẽ không xuất hiện trong phim với vai diễn huyền thoại Rocky Balboa của loạt phim. Tiếp tục vào tháng 6, 2021, nam diễn viên Jonathan Majors đã tham gia đàm phán để thủ vai nhân vật đối đầu mới của Adonis. Cùng năm đó, vào tháng 11, có thông báo chính thức về sự xuất hiện của Majors trong phim. Tháng 4, 2022, Wood Harris và Florian Munteanu đã xác nhận họ sẽ tiếp tục trở lại với các vai diễn từ các phần phim trước của loạt phim Creed. Bên cạnh đó, Selenis Leyva, Thaddeus J. Mixson, Spence Moore II và Mila Davis-Kent cũng được công bố sẽ tham gia vào dàn diễn viên của phim. Võ sĩ boxing người Mexico Canelo Álvarez cũng được thông báo sẽ tham gia vào phim trong một vai diễn không được tiết lộ vào tháng 9 năm 2022.

### Quay phim
Quá trình quay phim chính của phim bắt đầu vào cuối tháng 2 năm 2022, Jordan đã thực hiện quay tại Atlanta, Georgia. Kramer Morgenthau tiếp tục quay trở lại với vị trí quay phim sau phần phim Creed II. Bộ phim được quay bằng máy quay CineAlta Sony được chứng nhận IMAX và định dạng anamorphic của Panavision, khiến bộ phim này trở thành bộ phim đầu tiên của loạt phim cũng như là bộ phim thể thao đầu tiên trong lịch sử sử dụng kỹ thuật này. Quá trình quay phim đã kết thúc vào ngày 6 tháng 4, 2022.

### Hậu kỳ
Tháng 5, 2022, các danh đề kịch bản cuối cùng của phim đã được hoàn thành. Tyler Nelson là cái tên được lựa chọn để đảm nhận vai trò dựng phim.

## Phát hành

### Rạp chiếu phim
Creed III: Tay đấm huyền thoại được dự kiến sẽ công chiếu tại các rạp vào ngày 23 tháng 11, 2022 do hãng United Artists Releasing phân phối tại Hoa Kỳ và Warner Bros. Pictures phân phối toàn cầu, tuy nhiên vào 28 tháng 7, ngày công chiếu này đã bị dời sang ngày 3 tháng 3 năm 2023.

## Tương lai
Vào ngày 2 tháng 2, 2023, Jordan đã xác nhận về việc sản xuất phần thứ tư của Creed là điều "chắc chắn" diễn ra và những phần phim phụ cũng đang được xem xét.